# Quilpie Airport
Quilpie Airport är en flygplats i Australien. Den ligger i kommunen Quilpie och delstaten Queensland, omkring 870 kilometer väster om delstatshuvudstaden Brisbane. Quilpie Airport ligger 201 meter över havet.
Trakten runt Quilpie Airport är nära nog obefolkad, med mindre än två invånare per kvadratkilometer..
Omgivningarna runt Quilpie Airport är i huvudsak ett öppet busklandskap. Genomsnittlig årsnederbörd är 355 millimeter. Den regnigaste månaden är mars, med i genomsnitt 84 mm nederbörd, och den torraste är september, med 3 mm nederbörd.